# Reprezentacja Hiszpanii w rugby union kobiet
Reprezentacja Hiszpanii w rugby union kobiet (hiszp. Selección femenina de rugby de España) – zespół rugby union, biorący udział w imieniu Hiszpanii w meczach i sportowych imprezach międzynarodowych, powoływany przez selekcjonera, w którym mogą występować wyłącznie zawodnicy posiadający obywatelstwo tego kraju, mieszkający w nim, bądź kwalifikujący się ze względu na pochodzenie rodziców lub dziadków. Za jego funkcjonowanie odpowiedzialny jest Hiszpańska Federacja Rugby, członek FIRA-AER oraz IRB.

## Udział wPucharze Świata
| 1991 | -                       | VI miejsce   |
| 1994 | Nie brała udziału       | -            |
| 1998 | -                       | VII miejsce  |
| 2002 | Gospodarz               | VIII miejsce |
| 2006 | -                       | IX miejsce   |
| 2010 | Nie zakwalifikowała się | -            |
| 2014 |                         |              |

## Udział wmistrzostwach Europy
- 1995 – Mistrzostwo
- 1996 – II miejsce
- 1997 – III miejsce
- 1998 – II miejsce
- 2000 – II miejsce
- 2001 – II miejsce
- 2002 – Nie brała udziału
- 2003 – Mistrzostwo
- 2004 – VI miejsce
- 2005 – 2006 – Nie brała udziału
- 2007 – III miejsce
- 2008 – VI miejsce
- 2009 – Faza grupowa
- 2010 – Mistrzostwo